# Una rajita para dos
Una rajita para dos è un film del 1982 diretto da Lina Romay (con lo pseudonimo di Lulù La Verne) e Jesús Franco (con lo pseudonimo Rosa María Almirall).
Film pornografico girato prima che la legge spagnola autorizzasse la proiezione di film porno; dopo una prima distribuzione clandestina, giunse nelle sale nel 1984 ottenendo un successo di pubblico straordinario per un film hardcore.
Il soggetto è una variazione sul tema delle Labios rojos: la coppia di spie in gonnella a cui il regista spagnolo aveva già dedicato sei film, trattato questa volta in chiave apertamente parodistica e farsesca.
Si tratta di uno dei film generalmente considerati di Franco ma ufficialmente diretti da Lina Romay. Poiché la compagna del regista lavorò sia alla sceneggiatura che al montaggio, recitando in un ruolo insolitamente breve, non ci sarebbe da sorprendersi se avesse collaborato anche alla regia.